# Cryptotomus roseus
Cryptotomus roseus – gatunek małej, morskiej ryby z rodziny skarusowatych (papugoryby), jedyny przedstawiciel rodzaju Cryptotomus Cope, 1871. Hodowana w akwariach morskich.
Występowanie: zachodni Ocean Atlantycki od Florydy wzdłuż wybrzeży Ameryki Środkowej i Ameryki Południowej, rafy koralowe na głębokościach do 60 m p.p.m.

## Opis
Osiąga do 13 cm długości. Roślinożerna.